# Peter Morville

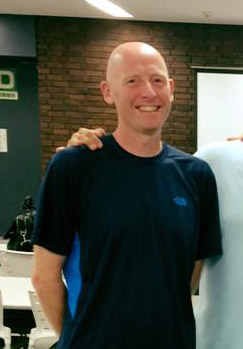
Peter Morville (2015)

Peter Morville ist der Präsident von Semantic Studios, einem Beratungsunternehmen für Informationsarchitektur und Auffindbarkeit (findabillity). Als Mitautor von „Information Architecture for the World Wide Web“. ist er als „Gründervater“ der Informationsarchitektur bekannt. Seit über einem Jahrzehnt berät er Kunden wie AT&T, Dow Chemical, Ford, den IWF, die Library of Congress und Microsoft. Morville war Mitbegründer, Aufsichtsrat und ehemaliger Präsident des mittlerweile nicht mehr aktiven Information Architecture Institute. Er hält Keynotes und Seminare auf internationalen Veranstaltungen und seine Arbeiten wurden in wichtigen Publikationen wie Business Week, Fortune und The Wall Street Journal vorgestellt.

## Leben
Peter Morville wurde in Manchester, geboren. Er verfügt über einen Abschluss in Bibliotheks- und Informationswissenschaft, den er 1993 an der University of Michigan School of Information abschloss. Seitdem ist er an deren Fakultät tätig und erhielt für seine Arbeit in der Informationswissenschaft einen Alumni Achievement Award.
In den 1990er Jahren leitete er zusammen mit Louis Rosenfeld Argus Associates, das Beratungsunternehmen, das einen der Vorläufer des Information Architecture Institute, das Argus Center for Information Architecture, unterstützte. Das Unternehmen begann im Januar 1994 als Unternehmen für Komplettlösungen im Webdesign, doch Morville und Rosenfeld beschlossen, sich zu spezialisieren, indem sie Prinzipien der Bibliothekswissenschaft anwendeten, um Probleme der Gruppierung und Kennzeichnung im frühen Web zu lösen. Die beiden nannten ihre Arbeit „Informationsarchitektur“, obwohl sie es nicht im Sinne von Richard Saul Wurmans Verwendung des Begriffs meinten, der sich laut Morville „auf die Präsentation und das Layout von Informationen auf einer zweidimensionalen Seite konzentrierte. Wir konzentrierten uns auf die Struktur und Organisation von Websites.“
1998 verfassten Morville und Rosenfeld gemeinsam „Information Architecture for the World Wide Web“, das 1998 von O’Reilly Media veröffentlicht wurde. Dieses Bestseller-Buch ist wegen des Eisbären auf dem Cover als „Eisbärenbuch“ (Polar Bear Book) bekannt, became a bestseller and was awarded Amazon.com's „best computer book of 1998.“ Es wurde als bahnbrechend beschrieben. Das Buch löste ein so starkes wachsendes Interesse an Informationsarchitektur aus, dass die Association for Information Science and Technology (ASIS&T) zwei Jahre später bei der Organisation des ersten jährlichen Information Architecture Summit mitwirkte.
Zusammen mit Christina Wodtke, Louis Rosenfeld und einer Reihe anderer Informationsarchitekten war Morville 2002 Mitbegründer des Information Architecture Institute und fungierte anschließend als dessen Präsident. Seit 2001 ist er mit seinem Unternehmen Semantic Studios als unabhängiger Berater tätig, der sich auf Informationsarchitektur und Benutzererfahrung für ein breites Kundenspektrum konzentriert.
Er formulierte „dass Systeme nützlich, benutzbar, begehrenswert, auffindbar, zugänglich und glaubwürdig sein müssen, um ein wertvolles Benutzererlebnis zu bieten.“ und gestaltete diese Eigenschaften in einer graphischen Darstellung von Honigwaben (Honeycombs), daher wird es als Honigwabenmodell bezeichnet.

## Schriften (Auswahl)
- mit Louis Rosenfeld: Information Architecture for the World Wide Web. O’Reilly Verlag, Sebastopol (CA) 2007 (3. Aufl.), ISBN 978-0-596-52734-1
- mit Louis Rosenfeld, Jorge Arango: Information Architecture for the Web and beyound. O’Reilly Verlag, Sebastopol (CA) 2015 (4. Aufl.), ISBN 978-1-4919-1168-6.
- Ambient Findability. O’Reilly Verlag, 2005, ISBN 0-596-00765-5 (englisch).
- mit Jeffery Callender: Search Patterns. O’Reilly Verlag, 2010, ISBN 978-0-596-80227-1 (englisch).
- Intertwingled: Information Changes Everything. Semantic Studios, 2014, ISBN 978-0-692-22558-5 (englisch, archive.org).
- Planning for Everything: The Design of Paths and Goals. Semantic Studios, 2018, ISBN 978-0-692-05995-1 (englisch).